# 子痈
子痈

子痈系中医病名,是指睾丸与附睾的急性化脓性炎症。临床表现以一侧或双侧睾丸、附睾急性肿痛、拒按为特征，类同于现代医学的急性附睾——睾丸炎。

一般以单侧多见;感染范围又以累及附睾为多,一旦发生急性附睾炎,临床体检较难区分附睾与睾丸界限;此时,B型超声波检查有助诊断.